# Viminella profunda
Viminella profunda is een zachte koraalsoort uit de familie Ellisellidae. De koraalsoort komt uit het geslacht Viminella. Viminella profunda werd in 1889 voor het eerst wetenschappelijk beschreven door Wright & Studer. 